# Pearl Witherington
Cecile Pearl Witherington Cornioley (* 24. Juni 1914 in Paris; † 24. Februar 2008 in Châteauvieux) war während des Zweiten Weltkriegs eine Agentin der Special Operations Executive im besetzten Frankreich. Als Kommandantin einer Einheit von insgesamt 3000 Maquis führte sie gezielte Sabotage und Guerillakämpfe gegen die deutsche Wehrmacht durch. Sie war so erfolgreich, dass auf ihrem Operationsgebiet alles in allem ca. 18.000 Soldaten der Wehrmacht kapitulierten und die Deutschen ein Kopfgeld von 1 Million Francs auf sie aussetzten. Für ihre Verdienste wurde sie mit dem Order of the British Empire geehrt und in die Légion d’honneur aufgenommen.

## Leben

### Familie und Jugend
Pearl Witherington wurde als Älteste von vier Töchtern geboren. Vier Brüder starben bereits als Babys. Ihre Eltern Wallace Seckham Witherington und seine Frau Gertrude (geb. Hearn) waren Briten und Angehörige der Gentry. Auf ihrer Heiratsurkunde bezeichnete Witherington ihren Vater als Architekten, die New York Times hingegen berichtet, dass er Reisen für eine schwedische Firma tätigte, die Papier für Banknoten lieferte. Allerdings war die Familie durch seine Alkoholkrankheit in finanziellen Schwierigkeiten und lebte, um Geld zu sparen, in Paris, so dass Pearl fließend Französisch sprach. Sie sagte später, dass sie aufgrund der Situation ihrer Familie keine Kindheit gehabt hätte. Mindestens einmal kam es zu einer Zwangsräumung. Die Schule konnte sie erst mit dreizehn Jahren besuchen und musste sie bereits mit 17 Jahren abbrechen, um die Familie finanziell zu unterstützen.
Nachdem sie gelernt hatte, auf der Schreibmaschine zu schreiben, arbeitete sie zunächst als Sekretärin und gab abends Englischkurse. Eigenen Angaben zufolge war sie Mitglied der Girl Guides. Ihre Eltern trennten sich schließlich und Pearl und ihre Schwestern lebten daraufhin bei ihrer Mutter. Zu einem unbestimmten Zeitpunkt vor Kriegsbeginn lernte sie ihren späteren Ehemann Henri Charles Willy Cornioley kennen, einen pharmazeutischen Chemiker. Die beiden verlobten sich, allerdings waren die Familien gegen eine Heirat. Die Cornioleys waren finanziell besser gestellt als die Witheringtons und wollten keine protestantische Schwiegertochter, während die Witheringtons fanden, dass Cornioley kein wahrer Gentleman wäre. Pearl und Henri sollten später in der Résistance zusammen gegen die deutsche Besatzung arbeiten.

### Zweiter Weltkrieg
Beim Ausbruch des Zweiten Weltkrieges im September 1939 meldete sich Pearl in der britischen Botschaft freiwillig für Kriegsarbeit. Sie wurde innerhalb der Botschaft einem Air attaché zugeteilt, einem Offizier, der in Frankreich die britischen Luftstreitkräfte vertrat. Dort arbeitete sie bis zum Juni 1940, nur um eines Tages vor der verschlossenen Botschaft zu stehen. Angesichts der näher rückenden deutschen Wehrmacht waren die Angestellten der Botschaft nach Tours geflüchtet und hatten vergessen, Pearl zu informieren. Als sie hörte, dass die Deutschen auf Paris marschierten, schmuggelte sie ihre Mutter und ihre Schwestern über die Grenze ins unbesetzte Frankreich und nach einem kurzen Aufenthalt in Marseille floh die Familie über Gibraltar in Spanien nach England. Pearl fand schnell Arbeit im Air Ministry, war jedoch mit dieser Rolle nicht zufrieden. Sie war wütend über die Besetzung und wollte aktiv werden, um Frankreich zu befreien. „Und außerdem mochte ich die Deutschen nicht. Ich mochte sie nie. Ich bin ein Kind des Krieges 1914–18.“
Über einen Bekannten fand sie ihren Weg zur Special Operations Executive(SOE), die gerne auf Frauen zurückgriff, da diese seltener der Spionage verdächtigt wurden als Männer. Hinzu kam, dass Pearl hervorragend als Spionin in Frankreich geeignet war, da sie dort aufgewachsen war und die Sprache fließend beherrschte. Am 8. Juni 1943 trat sie mit 29 Jahren in die Organisation ein und absolvierte ein siebenwöchiges Training, u. a. in bewaffnetem und unbewaffnetem Kampf, Sabotage, Benutzung von Sprengstoff und Morsezeichen. Während sie letzteres nie völlig meisterte, brillierte sie in den anderen Bereichen und wurde Mitglied der Women’s Auxiliary Air Force. Ihre Ausbilder nannten sie „äußerst fähig, sehr mutig“ und „eine der besten Schützen (männlich oder weiblich), die wir je hatten.“ Sie selbst kommentierte ihr Training mit den Worten: „Es stellte sich als sehr hilfreich heraus, bei den Pfadfinderinnen gewesen zu sein.“ Ihr Codename, den die SOE ihr gab, war Wrestler, in Frankreich benutzte sie später den Kampfnamen Pauline und in Funkbotschaften nach England wurde sie Marie genannt.

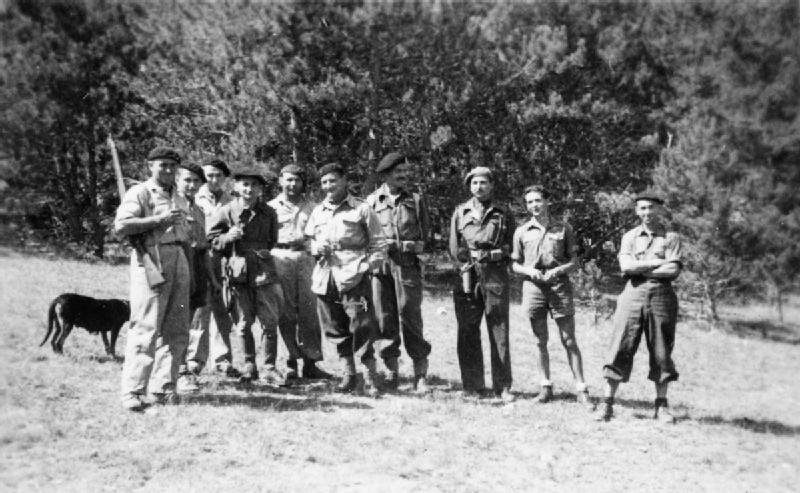
Maquisards im August 1944

In der Nacht vom 22. auf den 23. September 1943 landete sie per Fallschirm in Frankreich, nahe Châteauroux, verlor aber aufgrund von starkem Wind ihre beiden Reisekoffer. Ihr Auftrag war es, sich der Widerstandsgruppe Stationer anzuschließen, die von Maurice Southgate geführt wurde und auf einem Gebiet von ca. 777 km² zwischen Orléans und Toulouse operierte. Hier traf sie Henri Cornioley wieder, der ebenfalls für den Widerstand arbeitete. Zunächst arbeitete Pearl als Kurier für verschlüsselte Nachrichten. Unter der falschen Identität von Genevieve Touzalin, Vertreterin einer Kosmetikfirma, reiste Pearl mit Nachrichten oder Waffen im Gepäck für sieben Monate durch Frankreich, sowohl per Zug als auch per Fahrrad oder zu Fuß. Mehrere Male lief sie Gefahr, verhaftet zu werden. So tauchte beispielsweise die Gestapo bei dem Haus auf, wo Pearls Gruppe Funknachrichten nach England sendete und Pearl entkam nur, weil sie bei einem Picknick war. Ein anderes Mal war eine Brücke, die sie überqueren musste, um eine Nachricht zu überbringen, von Soldaten bewacht. Pearl, die bereits 50 Meilen weit mit dem Fahrrad gefahren war, schulterte daraufhin ihr Fahrrad und watete durch den eisigen Fluss Cher. Allerdings forderten diese Strapazen ihren Tribut und im Februar 1944 war Pearl an neuralgischem Rheuma erkrankt, von dem sie sich einen Monat lang erholen musste.
Am 1. Mai 1944 wurde Maurice Southgate von den Deutschen verhaftet. Pearl übernahm daraufhin die Führung der damals 1500 Maquis (die Zahl sollte sich später auf 3000 erhöhen) und trainierte sie militärisch, um die Sologne für die Alliierten zu halten und die Landung in der Normandie vorzubereiten. So war die Gruppe verantwortlich für Sabotage an der Eisenbahnlinie, die Südfrankreich mit der Normandie verband. Allein im Juni 1944 sabotierten sie die Strecke mehr als 800 Mal. Auch unterbrachen sie Versorgungslinien, überfielen Konvois und hinderten die deutschen Soldaten daran, ins Reich zurückzukehren. Insgesamt ergaben sich unter ihrem Kommando ca. 18.000 Soldaten der Wehrmacht. Ihre Erfolge machten Pearl zu einer ernstlichen Gefahr für die Deutschen, die eine Belohnung von 1 Million Francs auf sie aussetzten; sie wurde jedoch niemals verraten.
Nur fünf Tage nach der Landung der Alliierten in der Normandie sahen sich Pearl und ihre Widerstandskämpfer im Feuergefecht mit den Deutschen, das 14 Stunden andauerte und 86 Opfer auf deutscher Seite sowie 24 Tote unter den Maquis forderte. Sie erzählte:

„Am Morgen des 11. Juni wurden wir um 8 Uhr von 2000 Deutschen angegriffen, und die wenigen Maquis, die vielleicht 40 Mann zählten, schlecht bewaffnet und untrainiert, lieferten ihnen einen beispiellosen Kampf, zusammen mit den benachbarten kommunistischen Maquis, die etwa 100 Männer zählten.“

Cornioley und Pearl wurden während des Kampfes getrennt, konnten aber entkommen. Pearl verbarg sich in einem Getreidefeld, in das die Deutschen Schüsse abgaben und bewegte sich mit den wogenden Ähren, um unentdeckt zu bleiben. Bei Nacht gelang ihr schließlich die Flucht aus dem Feld, allerdings hatte die Wehrmacht Geiseln genommen, die nie wieder gesehen wurden. Wenig später kehrte Pearl nach England zurück, zusammen mit Henri. Sie heirateten am 26. Oktober 1944 in Kensington.

### Nachkriegszeit
Nach der Befreiung Frankreichs wurde Pearl auf eine Propagandamission in die Vereinigten Staaten geschickt. Allerdings entsprach sie nicht dem glamourösen Bild, das die amerikanische Öffentlichkeit von einer Geheimagentin hatte und die Reise war relativ erfolglos. Nach Kriegsende wurde sie für ihre Verdienste für die Verleihung des Military Cross vorgeschlagen. Als Frau durfte sie jedoch nach den damaligen Regeln diese Auszeichnung nicht bekommen, da für Frauen kein aktiver, militärischer Dienst vorgesehen war. Stattdessen wurde ihr der zivile Order of the British Empire angeboten. Diese Ungerechtigkeit veranlasste Pearl zu dem wütenden Antwortschreiben:

„Was ich getan habe, war nicht im mindesten zivil. Die Arbeit, die ich aufnahm, war von rein militärischer Natur in einem feindlich besetzten Land. Ich war persönlich verantwortlich für das Training und die Organisation von nahezu 3000 Männern für Sabotage und Guerillakämpfe.“

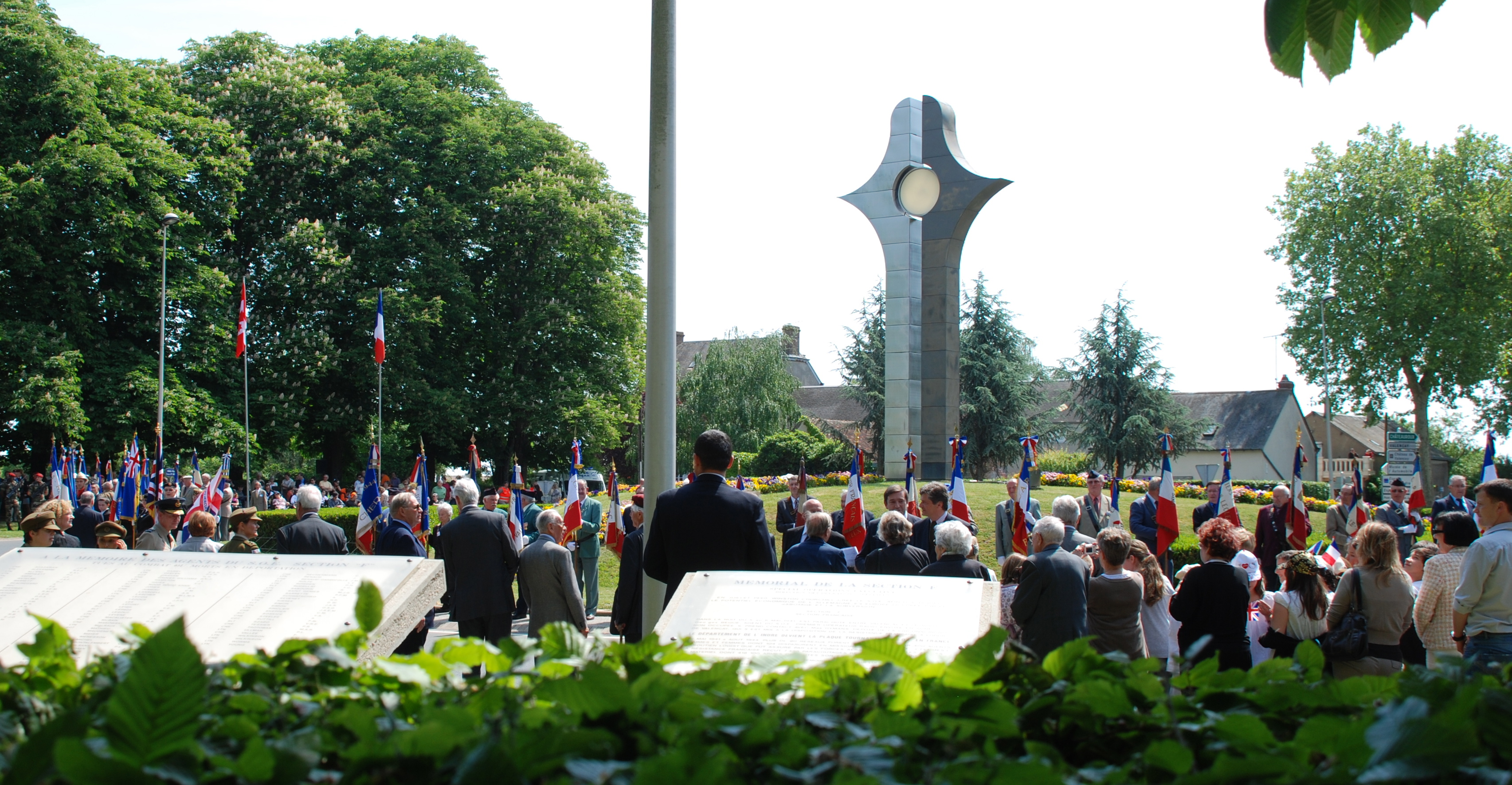
Das Valençay SOE Memorial, Denkmal für die Gefallenen des SOE, im Jahr 2011

Mit dieser Begründung lehnte sie den zivilen Orden ab, erhielt aber durch das Air Ministry letztendlich den militärischen Order of the British Empire. Sie und ihr Mann Henri zogen 1946 wieder nach Paris, wo sie in der rue Pergolèse eine kleine Wohnung kauften. Henri arbeitete als Pharmazeut, während Pearl eine Stelle als Sekretärin im Pariser Büro der Weltbank annahm. Die Ehe brachte eine Tochter namens Claire hervor. Nach ihrer Pensionierung verkaufte Pearl die Wohnung und zog gemeinsam mit Henri nach Châteauvieux in ein Altenheim. Trotzdem blieb sie nicht untätig und setzte sich für die Errichtung eines Denkmals für gefallene Agenten des SOE in Valençay ein, das 1991 im Beisein von der Königinmutter Elizabeth Bowes-Lyon enthüllt wurde. 1997 veröffentlichte sie ihre Autobiografie unter dem Titel Pauline.
Henri starb 1999 im Altenheim. Im Jahr 2004 wurde Pearl Witherington für ihre Verdienste von Königin Elisabeth II. mit der dritten Stufe des Order of the British Empire ausgezeichnet und zwei Jahre später erhielt sie zu ihrer großen Freude endlich die Badge des Parachute Regiments. Während ihrer Ausbildung beim SOE war sie aufgrund der unterschiedlichen Behandlung von Männern und Frauen nicht qualifiziert gewesen. Wie es für Frauen gefordert wurde, absolvierte sie mit dem Fallschirm drei Trainingssprünge und einen Sprung im Einsatz. „Aber die Jungs haben vier Trainingssprünge absolviert und der fünfte war im Einsatz – und du hast deine Flügel erst nach insgesamt fünf Sprüngen bekommen. Damit standen sie mir nicht zu – und 63 Jahre lang habe ich mich bei jedem beschwert, der mir zuhören wollte, denn ich fand es ungerecht.“
Sie starb am 24. Februar 2008 im Heim im Alter von 93 Jahren.

## Auszeichnungen
- 1945: Militärischer Member of the Most Excellent Order of the British Empire
- 1946: Chevalier de la Légion d’honneur, Croix de guerre, Médaille de la Résistance
- 2004: Commander of the Order of the British Empire
- 2006: Badge des Parachute Regiments